# Yoshihiko Funazaki
Yoshihiko Funazaki (舟崎 克彦, Funazaki Yoshihiko), né le 2 février 1945 et décédé le 15 octobre 2015 est un romancier japonais, poète, illustrateur, mangaka, auteur-compositeur et professeur assistant au collège Shirayuri. Il est l'auteur de plus de 300 livres.

## Biographie
Funazaki naît dans une famille aisée de Tokyo. Après l'obtention de son diplôme de l'université Gakushūin en 1968, il travaillée comme auteur-compositeur, scénariste et illustrateur tout en étant employé dans une société immobilière. En 1969, alors qu'il est en congé, lui et son épouse Yasuko Funazaki, commencent à écrire une histoire absurde, Tonkachi to Hanashōgun (トンカチと花将軍, « Le Marteau et le fleuri général »). En 1971, il démissionne et fait ses débuts en tant que romancier.
En 1973, il écrit Poppen Sensei no Nichiyōbi (ぽっぺん先生の日曜日, « le Dimanche du professeur Poppen »). l'année suivante, le deuxième roman de cette série, Poppen Sensei to Kaerazu no Numa (ぽっぺん先生と帰らずの沼, « Professeur Poppen et le marais de non-retour ») remporte le Akaitori Bungaku Shō (赤い鳥文学賞, prix de l'Oiseau rouge).
Son autobiographique Ame no Dōbutsuen (雨の動物園, « Le Zoo pluvieux ») remporte le Sankei Jidō Shuppan Bunka Shō (Prix Sankei de la culture et de l'édition de livres pour enfants) en 1975, et est sélectionné sur la « liste d'honneur » du prix Hans-Christian-Andersen en 1976. En 1976, Anoko ga Mieru (あのこがみえる, « Je peux voir cette fille ») est en lice pour le prix de l'illustration de la foire du livre de jeunesse de Bologne.
En 1983, Q wa sekaiichi (Q はせかいいち, « Q est le meilleur du monde ») remporte le prix Sankei Jidō Shuppan Bunka. En 1984, Hakamadare (はかまだれ) remporte le Ehon Nippon Shō (絵本にっぽん賞, prix du livre illustré japonais) et en 1986, Kazehiki Tamago (かぜひきたまご, « Les œufs qui toussent ») remporte le prix Sankei Jidō Shuppan Bunka.
En 1989, la série Poppen Sensei remporte le Robō no Ishi Bungakushō (路傍の石文学賞, prix de littérature de la pierre routière).
Funazaki vit à présent dans la ville de Mitaka dans la banlieue de Tokyo.

## Enquête surDétective Conan
Vers 1996, Funazaki est informé par un lecteur que Case Closed, aussi connu sous le nom Detective Conan, comporte des similitudes avec Picasso-kun no tantei note. (Les similitudes décrites sont courantes dans le manga. Par exemple, le motif d'un petit détective qui porte costume et nœud papillon a également été utilisé par Osamu Tezuka, Mitsuteru Yokoyama et Fujiko Fujio). Funazaki vérifie Case Closed et « constate de fortes ressemblances ». Funazaki considère « ces points de ressemblance comme de possibles coïncidence » aussi contacte-t-il l'éditeur Shōgakukan. On lui dit que « Le créateur (Gōshō Aoyama) peut ne pas avoir lu Picasso-kun no tantei note. Mais je ne peux pas nier la possibilité que l'un des membres de son équipe ait été amusé par les Picasso-kun no tantei note et en ait suggéré l'idée ». Funazaki ne lit pas les autres volumes de la série Case Closed sauf le volume 1, car il estime qu'« il est absurde qu'il verse des redevances des livres de Détective Conan à Gosho Aoyama ». Plus tard, celui-ci s'exprime à propos de cette enquête dans le magazine trimestriel Parolu, où il déclare, « Il n'y a pas de responsabilité (責任の所在がない) », « Je suis dans une mauvaise passe (グレてやる) ».
Funazaki est offensé par la réponse, et il publie le troisième livre comme une protestation contre Aoyama.

### Série du Professeur Poppen
1. 1973 Poppen Sensei no Nichiyōbi (ぽっぺん先生の日曜日) Chikuma Shobo, Tokyo,  (ISBN 4-480-88006-2)
2. 1974 Poppen Sensei to Kaerazu no Numa (ぽっぺん先生と帰らずの沼) Chikuma Shobo, Tokyo,  (ISBN 4-480-88009-7)
3. 1976 Poppen Sensei to Waraukamomegō (ぽっぺん先生と笑うカモメ号) Chikuma Shobo, Tokyo,  (ISBN 4-480-88018-6)
4. 1977 Poppen Sensei to Doro no Ōji (ぽっぺん先生とどろの王子) Chikuma Shobo, Tokyo,  (ISBN 4-480-88022-4)
5. 1979 Poppen Sensei no Dōbutsu Jiten (ぽっぺん先生の動物事典) Chikuma Shobo, Tokyo,  (ISBN 4-480-88030-5)
6. 1983 Poppen Sensei Jigoku he Yōkoso (ぽっぺん先生地獄へようこそ) Chikuma Shobo, Tokyo,  (ISBN 4-480-88040-2)
7. 1988 Poppen Sensei to Hoshi no Joō (ぽっぺん先生と鏡の女王) Chikuma Shobo, Tokyo,  (ISBN 4-480-88090-9)
8. 1991 Poppen Sensei to Hoshi no Hakobune (ぽっぺん先生と星の箱舟) Chikuma Shobo, Tokyo,  (ISBN 4-480-88095-X)
9. 1994 Poppen Sensei no Christmas (ぽっぺん先生のクリスマス) Chikuma Shobo, Tokyo,  (ISBN 4-480-88097-6)

### Série Picasso-kun
Picasso-kun (ピカソ君) est un personnage de fiction d'une série de livres pour enfants Picasso-kun no tantei note (« Les Dossiers de Picasso ») créée par Funazaki. Il illustre lui-même ses livres.
Le véritable nom de Picasso est Mitsumoto Sugimoto (杉本光素, Sugimoto Mitsumoto). Il s'agit d'un élève de sixième année à l'école élémentaire Sakuramachi.Il ressemble à un écolier ordinaire, mais son âge réel est de 23. Dix ans auparavant, il a été grièvement blessé alors qu'il jouait au baseball, puis sa croissance s'est interrompue, de sorte qu'il apparaît comme un enfant ordinaire, mais il est mentalement plus âgé.
Après sa blessure, son père, diplomate de l'ONU, l'a emmené à Angleterre. Élevé là-bas, il est devenu un admirateur de Sherlock Holmes. Après son retour au Japon, il est revenu à l'école élémentaire, et a établi un bureau de détective. Il porte des lunettes, de longues bottes, un costume et une cravate. (Mais, ces caractéristiques que décrit Funazaki sont toutes extrêmement communes dans les mangas. Par exemple, le motif du petit détective qui porte costume et cravate (nœud papillon) est utilisé par Osamu Tezuka, Mitsuteru Yokoyama, Fujiko Fujio). Ces circonstances sont bien connues par son entourage, aussi lui est-il permis de boire des boissons alcoolisées et de fumer un cigare. Et il a un permis de conduire.
1. 1983 Picasso-kun no tantei chō(« Les Dossiers de Picasso ») (ピカソ君の探偵帳) Fukuinkan Shoten, Tokyo,  (ISBN 978-4-8340-0929-3)
  1. 1994 Picasso-kun no tantei note (ピカソ君の探偵ノート) [retitled] Parol-sha, Tokyo,  (ISBN 978-4-89419-117-4)
2. 1995 The macaroni au gratin murder case (マカロニグラタン殺人事件) Parol-sha, Tokyo,  (ISBN 978-4-89419-126-6)
3. 2000 The great baseball player murder plan (大リーガー殺人計画) Parol-sha, Tokyo,  (ISBN 978-4-89419-220-1)

## Source de la traduction
- (en) Cet article est partiellement ou en totalité issu de l’article de Wikipédia en anglais intitulé « Yoshihiko Funazaki » (voir la liste des auteurs).